# Тірренська трансгресія
Тірренська трансгресія (рос. тирренская трансгрессия, англ. Tyrrhenian transgression, нім. tyrrhenische Transgression) – середньоплейстоценова міжльодовикова трансгресія Середземного моря, яка обумовила формування тераси висотою бл. 32 м; в часі відповідає міндельриському міжльодовиковому періоду. Від Тірренського моря.